# Radvánovický potok
Radvánovický potok pramení u vsi Roudný (obec Karlovice) v okrese Semily a vlévá se asi po 3,6 km do řeky Libuňka u vsi Sedmihorky (taktéž obec Karlovice). Je to její pravostranný přítok. Radvánovický potok nese své jméno po vsi Radvánovice, kde také napájí Roudenský rybník.

## Jméno
Radvánovický potok je pojmenován po vsi Radvánovice, jejímž katastrem protéká.

## Popis toku
Radvánovický potok pramení ve vsi Roudný. Následně se zařezává do hlubokého koryta na jehož březích se směrem jižním a jihozápadním nachází různé chalupy a statky se zahrádkami. Vydatnost potoka je zde během léta velmi slabá. Dále pokračuje potok směrem západním současně s asfaltkou z Roudného k silnici spojující Roudný a Radvánovice. V této části potok doprovází olše a jiné stromy a keře včetně nižších rostlin.
Následně protéká Roudenským rybníkem, který slouží k letní rekreaci. Přes hráz Roudenského rybníka, který se nachází severně od vsi Radvánovice, teče Radvánovický potok směrem severozápadním. Zde je opět obklopen stromy, keři a jinými rostlinami. Asi po 450 m se zleva vlévá další rameno, které pramení na východním okraji vsi Roudný. Toto rameno je obklopeno úzkým pásem lesa tvořeného převážně listnáči. Je obloukovitého tvaru. Nejprve teče směrem západním a pak se stáčí jižně k soutoku.
Po soutoku s pravým ramenem pokračuje Radvánovický potok severozápadním směrem, obrostlý porostem, až do soutoku s dalším ramenem zprava v Sedmihorkách. Toto rameno pramení na severu pod osadou Posvátnice, východně od vsi Svatoňovice. Odtud toto rameno teče jižním směrem, kde dvakrát podtéká silnici spojující Sedmihorky, Karlovice a Svatoňovice. Tento tok se tak dostává i do katastru vsi Karlovice.
Dále meandruje skrz ves Sedmihorky směrem jihozápadním obklopen chatami a roubenými chalupami. Protéká pod silnicí první třídy číslo 35 a pod železničním tratí č. 041 Hradec Králové - Turnov. Jižně od Sedmihorek se pak vlévá do řeky Libuňka.